# Propaganda internetowa sponsorowana przez państwo
Propaganda internetowa sponsorowana przez państwo – wykorzystywanie przez rząd płatnych propagandystów internetowych w celu wpłynięcia na opinię publiczną, osłabienia społeczności dysydenckich lub zmiany postrzegania dominującego poglądu. Jest uważany za formę astroturfingu.

## Region Azji i Pacyfiku

### Afganistan
Rząd Afganistanu wykorzystuje sponsorowaną przez państwo armię trolli internetowych do forsowania swojej narracji i wyolbrzymiania ofiar wśród afgańskich talibów. Czasami informacje publikowane przez te grupy są przechwytywane przez pozarządowe afgańskie media i publikowane w Internecie.

### Bahrajn
Od arabskiej wiosny i późniejszego powstania, rząd Bahrajnu zwiększył poziom swojej cenzury politycznej i medialnej, a także rozpoczął propagandową dezinformację.
W 2019 roku Bahrajn znalazł się na liście 70 krajów, w których rozpowszechniono dezinformację w ramach propagandy internetowej, a także zatrudniano cyberprzestępców do cenzurowania nieprzychylnych wiadomości o rządzie Bahrajnu. Od 2017 roku, kiedy rozpoczął się konflikt z Katarem, Bahrajn uczestniczył także w internetowej kampanii propagandowej przeciwko Katarowi i próbował szerzyć konflikty religijne.

### Chiny
„50 Cent Party’ i 'Internet Water Army' to dwie pierwsze chińskie od-rządowe grupy trolli, założone w 2004 roku. Zmieniły się i stały się coraz bardziej radykalne od czasu protestów w Hongkongu w latach 2019–2020. W czerwcu 2020 r. Twitter zidentyfikował i usunął ponad 170 000 kont na Twitterze rzekomo powiązanych z kampanią dezinformacyjną rządu chińskiego przeciwko Hongkongowi i Stanom Zjednoczonym.

### Indie
Indie mają dużą i wpływową część populacji o silnie nacjonalistycznym profilu, co prowadzi do powstawania grup propagandystów sponsorowanych przez rząd. Odkąd Narendra Modi doszedł do władzy, Bharatiya Janata Party znana jest z wykorzystywania dezinformacji do represjonowania i monitorowania wszelkich przeciwników ich rządów. Indyjska propaganda, zarówno prywatna, jak i sponsorowana przez państwo, zaatakowała również Jeremy’ego Corbyna po tym, jak ten skrytykował indyjskie podejście do Kaszmiru.
W 2019 roku agencja Watchdog wykryła 265 fałszywych mediów w 65 krajach, którymi zarządza „indyjska sieć wpływów”. Sieć stron internetowych z fałszywymi wiadomościami była wykorzystywana do wpływania na decydentów w Stanach Zjednoczonych i Unii Europejskiej w kontekście konfliktu z Pakistanem. Celem tych stron internetowych jest szerzenie propagandy i wpływanie na publiczny odbiór Pakistanu.

### Indonezja
Indonezja wykorzystywała w wyborach prezydenckich w Indonezji w 2019 roku sponsorowaną przez państwo armię trolli, do rozpowszechniania propagandy przeciwko ruchowi niepodległościowemu Papui Zachodniej i promując politykę pozostawania jej w granicach indonezyjskich. Prezydent Indonezji Joko Widodo oskarżył opozycję o wykorzystywanie propagandy przeciwko jego rządowi.

### Iran
Islamska Republika Iranu ma własną grupę trolli intrnetowych, o której wiadomo, że wspierają ajatollaha Chomeiniego i obecny rząd Iranu, a także krytykują wszelkie podejmowane przeciwko niemu próby krytyki. W kwietniu 2019 roku Oxford University Computational Propaganda Project opublikował na Twitterze badanie dotyczące kampanii związanej z Iranem, skierowanej do arabskich użytkowników. Zespół Computational Propaganda odkrył, że ta kampania koncentrowała się na udawaniu arabskich serwisów informacyjnych, tak, aby zdobyć zaufanie arabskich użytkowników Twittera.

### Irak
Ze względu na charakter tego kraju, iracka propaganda internetowa jest zróżnicowana. W okresie powstania Islamskiego Państwa Iraku i Lewantu prowadzono systematyczną propagandową indoktrynację w Internecie, która miała na celu zmylenie irackich cywilów. Zdaniem działacza na rzecz praw człowieka Faisala Al Mutara, iracka propaganda internetowa była w pełnym rozkwicie nawet po śmierci Saddama Husseina.

### Izrael
Izraelskie armie trolli obejmują Hasbara, Bractwo Hasbara i Jewish Internet Defense Force, znane wyłącznie z informacji rozpowszechniających pro-izraelskie wiadomości i odrzucających wszelkie raporty uważane za skierowane przeciwko Izraelowi, często wykorzystywane są przez przywódców Likudu do promowania ich opinii i punktu widzenia oraz rozpowszechnianie wiadomości antypalestyńskich i antyirańskich.

### Jordania
Chociaż Jordania jest uważana za kraj stosunkowo wolny, nie jest ona odporna na propagandę internetową. Niedawne powszechne protesty związane z arabską wiosną doprowadziły do nasilenia się propagandy i cenzury internetowej w Jordanii, uchwalono prawa zagrażające wolności słowa. Internetowa działalność propagandy państwowej ma również na celu osłabienie niezależnych głosów dziennikarzy w kraju.
W 2019 roku wolność mediów w Jordanii spadła w związku z rosnącą propagandą internetową rządu.

### Malezja
Rząd Malezji rozpoczął systematyczną kampanię online w celu zniesławienia szyitów zgodnie z zakazem praktykowania szyickiego islamu w Malezji od 2010 roku.

### Mjanma
Tatmadaw i rząd birmański sponsorują propagandę przez Internet i negują prześladowanie mniejszości, takich jak Rohingya, Shan, Kachin i Karen.

### Korea Północna
Armia trolli Korei Północnej, która jest znana ze wsparcia rządów dynastii Kim oraz reżimu anty-południowokoreańskiego, antyamerykańskiego i prokoreańskiego. Po raz pierwszy pojawili się w 2013 roku.

### Pakistan
Pakistańska propaganda jest skierowana głównie na budowę narracji propakistańskich i cenzurowania raportów o Pakistanie. W listopadzie 2019 r. agencje bezpieczeństwa i wywiadu Indii twierdziły, że zidentyfikowały i namierzyły ponad 5000 podmiotów w mediach społecznościowych z siedzibą w Pakistanie, aktywnie rozpowszechniających fałszywą propagandę dotyczącą ustawy o zmianie obywatelstwa z 2019. Według agencji indyjskich niektóre z nich wykorzystywały „bardzo fałszywe nagrania wideo” z protestów, aby podżegać do przemocy społecznej w kraju. W styczniu 2020 pakistański ISPR (Inter-Service Public Relations) został oskarżony przez Indie o rekrutację nastolatków do rozpowszechniania propagandy i dezinformacji przeciwko Indiom w związku z protestami w tym kraju.

### Palestyna
Propaganda palestyńska była wykorzystywana do wygrania konfliktu public relations z Izraelem, często atakując Arabię Saudyjską, Zjednoczone Emiraty Arabskie i inne państwa arabskie, które rzekomo są „sympatykami syjonizmu”. Raport izraelskiego wywiadu wojskowego z 2002 r. Powiązał Iran i Syrię z finansowym wsparciem propagandy pro-palestyńskiej.

### Filipiny
Uniwersytet Oksfordzki opublikował badanie, w którym stwierdzono, że zatrudnione „trolle klawiaturowe” odegrały rolę w kampanii prezydenckiej prezydenta Rodrigo Duterte w 2016. Badanie wykazało, że zespół kampanii Duterte wydał co najmniej 200 tysięcy dolarów i zatrudnił 400 do 500 osób do obrony przed krytykami online. Wynajęci „trolle” pozostali aktywni, aby wspierać Duterte i jego administrację po tym, jak już został wybrany. Administracja rzekomo wykorzystywała internetowych klakierów do uciszania krytyków, grożąc przemocą wobec osób krytycznych wobec polityki Duterte. Duterte – chociaż przyznał się do płacenia ludziom za wsparcie go online podczas wyborów – powiedział, że ma zwolenników odnoszących się do swojego zagorzałego zwolennika w osobie Mocha Usona, który prowadzi grupę wsparcia Mocha Uson Blog, ale uważa, żę Uson oferuje swoje usługi za darmo.

### Katar
Propaganda Kataru była wcześniej zgodna z Arabią Saudyjską i Zjednoczonymi Emiratami Arabskimi aż do kryzysu dyplomatycznego w Katarze w latach 2017–2019. Al Jazeera jest rzekomo dowodem szerzącej się propagandy katarskiej promującej przemoc, antyamerykańskie poglądy i pielęgnowanie ruchów islamistycznych. W 2017 roku Al Arabiya, kanał z siedzibą w Arabii Saudyjskiej, oskarżył rząd Kataru o ciągłe ataki medialne poprzez sponsorowanie masowych sieci propagandowych w Politico w celu zniesławienia Saudyjczyków i zwiększenia poparcia dla Kataru.

### Arabia Saudyjska
King’s Brigade, znana ze wspierania rodziny Saudów i monarchii. Jego misją jest potępienie wszelkiej krytyki wobec rodziny Saudów i wychwalanie prawa szariatu, a także zabójczych działań rządu saudyjskiego. Niedawno zaatakował Palestyńczyków i innych przeciwników wpływów saudyjskich, takich jak Katar.
W grudniu 2019 r. Twitter usunął 5929 kont za naruszenie zasad dotyczących manipulacji. Firma zbadała i przypisała te konta pojedynczej państwowej operacji informacyjnej, która rozpoczęła się w Arabii Saudyjskiej.

### Singapur
Partia rządząca Partia Akcji Ludowej i jej młodzieżowe skrzydło Młoda PAP organizuje zespoły w celu przeciwdziałania krytyce partii i rządu w cyberprzestrzeni już od 1995. Grupa ta składa się z dwóch zespołów kierowanych przez członków parlamentu, spośród których jeden zespół opracowuje strategię kampanii, a drugi ją realizuje.
Istnieją również pro-partyjne jednostki znane jako „Brygada Internetowa”, którzy twierdzą, że nie są powiązani z partią ani, że są przez nią popierani, a którzy tworzą rozbudowane media społecznościowe i stronę internetową, aby ją „bronić” i krytykować strony internetowe krytyczne wobec rządu i członków partii opozycyjnych. Mają informacje o danych osobowych zatwierdzonych kandydatów ich partii i wydarzeniach, które nie są publicznie znane. Czasami osoby powiązane z tą grupą postują w Internecie rzekomo ichnie artykuły, przy czym ich tożsamość jest fałszywa.
Urząd ds. Rozwoju Mediów Informacyjno-Komunikacyjnych (IMDA) często angażuje agencje reklamowe do promowania kampanii obywatelskich i obchodów święta narodowego w mediach tradycyjnych, witrynach do udostępniania filmów i w mediach społecznościowych. Niektóre z tych wysiłków na rzecz budowania narodu są postrzegane jako wybiórcze w wyborze narracji historycznych, często koncentrując się tylko na osiągnięciach partii rządzącej.

### Syria
Ze względu na długą historię cenzury Syria ma jedną z najbardziej rozległych grup propagandy sponsorowanej przez państwo. Od początku wojny domowej w Syrii prezydent Bashar al-Assad często pozwalał proreżimowym szpiegom dezinformować o konflikcie na korzyść jego reżimu. The White Helmets, organizacja humanitarna ratująca syryjską ludność ze stref konfliktu, jest głównym celem kampanii dezinformacyjnej rządu syryjskiego.

### Tajwan
Tajwan był głównym uczestnikiem ruchu propagandowego, aby przeciwstawić się wpływom Chin.

### Turcja
6000 płatnych komentatorów w mediach społecznościowych, znanych jako „Trolle AK”, szerzących głównie propagandę prorządową i atakujących przeciwników Erdogana. W czerwcu 2020 r. Twitter usunął 7340 kont zaangażowanych w „skoordynowane nieautentyczne działania” skierowane do obywateli Turcji. Ruch ten skłonił administrację Erdogana do zagrozenia Twitterowi restrykcjami rządowymi.

### Zjednoczone Emiraty Arabskie
Podczas obecnego kryzysu dyplomatycznego w Katarze w latach 2017–2019, rząd Emiratów otwarcie zezwolił i sfinansował armię propagandową trolli krytykujących Katar i szerzących propagandę antykatarską.

### Uzbekistan
Aby kontrolować swoją populację, rząd uzbecki założył własną sieć społecznościową, aby szerzyć cenzurę internetową i propagandę. Nawet po śmierci Islama Karimowa, Taszkent pozostaje stanowczy wobec trwającej politycznej cenzury w mediach społecznościowych.

### Wietnam
Od 2017 wojsko zatrudnia co najmniej 10 000 członków specjalnej siły o nazwie Force 47, aby przeciwdziałać krytyce rządu w cyberprzestrzeni i włamywaniu się na dysydenckie antyrządowe strony internetowe oraz instalowanie oprogramowania szpiegującego w celu śledzenia odwiedzających.
W grudniu 2019 r. Facebook usunął 900 kont, grup i stron na swojej własnej platformie i Instagramie z powodu nieautentycznego zachowania i rozpowszechniania programu politycznego. Konta te podobno należały do dwóch oddzielnych grup w Gruzji i Wietnamie.

## Afryka

### Egipt
od czasu objęcia władzy Abdel Fattah as-Sisi został oskarżony o rozpowszechnianie i finansowanie ulotek propagandowych wspierających polityczne represje jego reżimu wobec jego przeciwników oraz hakowanie w celu promowania własnego poparcia.

## Europa

### Unia Europejska
Grupa zadaniowa East StratCom jest częścią administracji Europejskiej Służby Działań Zewnętrznych, skupioną na proaktywnej komunikacji polityk Unii Europejskiej i promowaniu „wartości europejskich” w ramach Partnerstwa Wschodniego (Armenia, Azerbejdżan, Białoruś, Gruzja, Mołdawia, Ukraina) i w Rosji.

### Białoruś
Rząd Łukaszenki podjął kroki w celu rozpowszechniania dezinformacji, a czasami, zgodnie z rosyjską propagandą. Działania te obejmują m.in. obwinianie Polski i Ukrainy za podżeganie do protestów czy śmiertelne groźby pod adresem aktywistów. Dezinformacja stała się bardziej nasilona po białoruskich protestach w 2020. Trolle z Rosji i Serbii aktywnie uczestniczyły w szerzeniu dezinformacji i wzbudzaniu obaw, że białoruska ludność obróci się przeciwko protestom.

### Bułgaria
Trolle internetowe stały się problemem w Bułgarii od 2010 roku, a armie trolli są używane przez różne partie polityczne do atakowania i grożenia sobie nawzajem. Pomimo prób ograniczenia i wyeliminowania trolli internetowych od 2014 roku, problem pozostaje nierozwiązany i do 2020 roku nasili się coraz bardziej pod wpływem korupcji rządu Bojka Borisowa.

### Polska
W ocenie Fundacji Batorego Wolność mediów w Polsce uległa znacznemu pogorszeniu od wyboru Andrzeja Dudy na prezydenta w 2015 roku. W 2019 roku dziennikarz „Guardiana” odkrył działającą we Wrocławiu farmę trolli, która – zatrudniając osoby niepełnosprawne – otrzymała od listopada 2015 ze środków publicznych nawet 1,5 mln zł.
W 2020 instytut FSI, współpracujący z Uniwersytetem Stanforda ujawnił w swojej analizie polskiego rynku mediów, że jest on silnie spolaryzowany i zarówno media związane ze stroną rządową, jak i opozycyjne dopuszczają się w internecie szerzenia dezinformacji i świadomego wprowadzania odbiorców w błąd.

### Rosja
Zobacz: Brygady sieciowe oraz Agencja Badań Internetowych.

### Wielka Brytania
„Online Covert Action” i inne misje (takie jak „77th Brigade”) prowadzone przez Joint Threat Research Intelligence Group, ujawnione przez Edwarda Snowdena w lutym 2014.

### Ukraina
Wołodymyr Zełenski dopracował swój wizerunek, aby wzmocnić swoją reputację i zdobyć poparcie ugrupowań nacjonalistycznych dla swoich prób demokratyzacji Ukrainy. Nie uniknął jednak oskarżenia o rozpowszechnianie fałszywych wiadomości, które pojawiają się od początku jego prezydentury. Mówi się też o jego otwartym poparciu dla cenzury mediów, jego wątpliwych związkach z Rosją, i nasilający się atak na inne wolne media.

## Ameryka Północna i Południowa

### Meksyk
Według badaczy cytowanych przez BBC, rząd Meksyku i wiele konkurujących ze sobą partii politycznych używa botów. Według artykułu z 2017 roku sponsorowane przez rząd „roboty spamujące” były wykorzystywane do „atakowania dziennikarzy” i „rozpowszechniania dezinformacji”.

### Stany Zjednoczone
Zobacz: COINTELPRO.

### Wenezuela
Boliwariańska Armia Trolli, założona w 2017 roku, ma za zadanie rozpowszechnianie boliwijskiej propagandy i szerzenie dezinformacji.